# Montjean (Mayenne)
Montjean település Franciaországban, Mayenne megyében. Lakosainak száma 1030 fő (2022. január 1.). Montjean Ahuillé, Beaulieu-sur-Oudon, Cossé-le-Vivien, Courbeveille, Saint-Cyr-le-Gravelais és Loiron-Ruillé községekkel határos.

## Népesség
A település népességének változása:
| Lakosok száma | 709  | 742  | 742  | 953  | 1019 | 1023 | 1036 | 1039 | 1036 | 1030 |
|               | 1968 | 1982 | 1990 | 2006 | 2013 | 2015 | 2017 | 2019 | 2020 | 2022 |